# Willughbeia
Willughbeia là chi thực vật có hoa trong họ Apocynaceae.